# Alwaniyya
Alwaniyya is een soefi-orde die voornamelijk actief is in Jemen.

## De stichter
De beweging werd opgericht door Ibn Alwan (overleden 1266), die begraven is te Yafruz in Jemen. De leermeester van de stichter was Ahmad Ibn Ali ar- Rifa'i.

## Zaouïa
Al-Hudaida en Taiz, Jemen.